# Prisão de Ekrem İmamoğlu
Em 19 de março de 2025, o prefeito de Istambul, Ekrem İmamoğlu, foi preso pela polícia turca por suposta corrupção, extorsão, suborno, lavagem de dinheiro e apoio ao terrorismo, particularmente ao PKK. A sua detenção, juntamente com a de mais de 100 outras pessoas, provocou protestos e manifestações generalizadas.

## Antecedentes
Desde novembro de 2024, as ações do AKP contra representantes da oposição se intensificaram. Em 18 de março de 2025, a Universidade de Istambul anulou o diploma de İmamoğlu, alegando irregularidades. Como a legislação turca exige que os candidatos à presidência possuam um diploma universitário, essa decisão efetivamente o impediria de concorrer ao cargo. A decisão foi tomada poucos dias antes do partido da oposição nomeá-lo candidato.

## Prisão
Na manhã de 19 de março de 2025, a polícia turca cercou a residência de İmamoğlu em Istambul. Por volta das 7h (horário local), ele publicou um vídeo no Twitter, no qual se dirigia ao público enquanto se preparava para o dia, afirmando: "Estamos enfrentando grande opressão, mas não vou desistir. Eu me confio à minha nação." Pouco depois, İmamoğlu foi detido junto com mais de 100 pessoas, incluindo seu assessor Murat Ongun, dois prefeitos distritais de Istambul do CHP, além de jornalistas e figuras do setor empresarial.
O Ministério Público de Istambul acusou İmamoğlu de ser o "líder de uma organização criminosa", atribuindo-lhe crimes como corrupção, extorsão, suborno e lavagem de dinheiro relacionados a contratos municipais. Além disso, promotores também o acusam de auxiliar o Partido dos Trabalhadores do Curdistão (PKK) ao formar uma aliança eleitoral com o Partido da Igualdade e Democracia do Povo (DEM), pró-curdo, durante as eleições municipais de 2024. O governo alega que esse "consenso da cidade" fortaleceu a influência do PKK nas áreas urbanas. İmamoğlu e seus apoiadores rejeitaram as acusações, classificando-as como fabricadas e destinadas a removê-lo como uma ameaça política a Erdoğan.
O Ministério Público de Istambul anunciou também que a empresa de construção de İmamoğlu tinha sido apreendida como parte da investigação e deteve o seu diretor-geral.
O governo turco impôs uma proibição de quatro dias a manifestações públicas em Istambul, além de fechar estradas principais e restringir o acesso a plataformas de mídia social como Twitter, YouTube e Instagram, conforme reportado pelo órgão de vigilância da internet NetBlocks. İmamoğlu foi levado para o Departamento de Segurança Vatan, em Istambul, onde permaneceu sob custódia enquanto aguardava os demais procedimentos legais.

## Consequências

### Crise econômica
A prisão de Ekrem İmamoğlu em 19 de março de 2025 provocou fortes oscilações na economia turca. O evento foi interpretado pelos mercados como um sinal de crescente incerteza política, resultando em impactos negativos nos principais indicadores econômicos. A lira turca desvalorizou até 14,5% em relação ao dólar americano, enquanto o índice BIST 100 recuou 8,72%, caindo de 10 802 para 9 860 pontos. Além disso, o título do governo turco denominado em dólares, com vencimento em 2045, perdeu 1,6 centavos de valor, sendo negociado a 80,9 centavos. Em resposta à perda de valor, o banco central vendeu quase 10 mil milhões de dólares em moeda estrangeira. 
O ministro do Tesouro e das Finanças da Turquia, Mehmet Şimşek, declarou: “Tudo o que é necessário está sendo feito para garantir o funcionamento saudável dos mercados. O programa econômico que estamos implementando continua resolutamente”.

## Reações

### Doméstico
- O presidente do CHP, Özgür Özel, descreveu a prisão de İmamoğlu como um "golpe" e referiu-se a İmamoğlu como "[...] nosso próximo presidente".[14]
- O prefeito metropolitano de Ancara, Mansur Yavaş (CHP), declarou: "Tais ações contra um prefeito eleito são absolutamente inaceitáveis".[14] Ele havia declarado anteriormente: "Se a candidatura de İmamoğlu for suspensa, eu também suspenderei a minha".[15]
- O presidente do Partido do Futuro e ex-primeiro-ministro Ahmet Davutoğlu criticou a situação, afirmando: “É a maior desgraça e escândalo para a Turquia que guerras por diplomas estejam sendo travadas para alcançar o mais alto cargo do Estado, a Presidência”.[14]
- O presidente do Partido İYİ, Müsavat Dervişoğlu, se opôs à prisão, argumentando que a oposição deveria boicotar as eleições. Ele também chamou a situação de "golpe civil".[16]
- O presidente do Novo Partido do Bem-Estar, Fatih Erbakan, declarou: “A manipulação dos alicerces da Turquia, o abalo do sistema judicial — a base do Estado — e o enfraquecimento da necessidade de estabilidade e confiança da economia não beneficiam ninguém”.[17]

### Internacional
- O Conselho da Europa condenou veementemente a prisão de İmamoğlu como “uma ação contra a vontade do povo”. O conselho anunciou que a questão seria discutida na reunião do Congresso de Autoridades Locais e Regionais em 24 de março.[18]
- A diretora da Human Rights Watch na Turquia Emma Sinclair-Webb condenou a prisão, afirmando que fazia parte de uma "série de investigações com motivações políticas destinadas a obstruir as atividades da oposição".[18]